# Cronologia da pandemia de COVID-19 em julho de 2021
Este artigo documenta a cronologia e epidemiologia do vírus SARS-CoV-2 em julho de 2021, o vírus que causa a COVID-19 e é responsável pela pandemia de COVID-19. Os primeiros casos humanos da COVID-19 foram identificados em Wuhan, China, em dezembro de 2019.

## Cronologia

### 1 de julho
- Fiji confirmou 431 novos casos de COVID-19 e anunciou três mortes.[1]
- A Malásia registrou 6.988 novos casos, elevando o número total para 758.967. Há 5.580 novas recuperações, elevando o número total de recuperações para 688.260. Há 84 mortes, elevando o número de mortos para 5.254. São 65.453 casos ativos, sendo 917 casos ativos e 445 em suporte ventilatório.[2]
- A Nova Zelândia registrou um novo caso, elevando o número total para 2.740 (2.384 confirmados e 356 prováveis). Três casos notificados anteriormente também foram reclassificados, causando uma diminuição líquida de dois casos. Uma recuperação foi relatada, elevando o número total de recuperações para 2.686. O número de mortos permanece 26
- Singapura registrou dez novos casos, incluindo quatro transmitidos localmente e seis importados, elevando o total para 62.589. Dos casos transmitidos localmente, todos estão vinculados a casos anteriores.[3] Seis pessoas se recuperaram, elevando o número total de recuperações para 62.234. O número de mortos permanece em 36.[4]
- A Ucrânia registrou 705 novos casos diários e 51 novas mortes diárias, elevando o número total para 2.235.801 e 52.391, respectivamente; um total de 2.168.387 pacientes se recuperaram.[5]

### 2 de julho
- Fiji confirmou 404 novos casos de COVID-19 e anunciou uma morte.[6]
- A Índia registrou 853 novas mortes, elevando o número de mortos para mais de 400.000. Foram notificados 46.617 novos casos, elevando o número total para 30.458.251.[7]
- A Malásia registrou 6.982 novos casos, elevando o número total de casos para 765.949. Existem 6.278 recuperações, elevando o número total de recuperações para 694.538. Há 73 mortes, elevando o número de mortos para 5.327. Existem 66.084 casos ativos, sendo 905 em terapia intensiva e 443 em suporte ventilatório.[8]
- A Nova Zelândia registrou três novos casos, elevando o número total para 2.942 (2.386 confirmados e 356 prováveis). Um caso relatado anteriormente foi reclassificado, resultando em um aumento líquido de dois casos. Há três recuperações, elevando o número total de recuperações para 2.689. O número de mortos permanece em 26. Há 27 casos ativos.[9]
- Singapura registrou dez novos casos, incluindo três transmitidos localmente e sete importados, elevando o total para 62.599. Dos casos transmitidos localmente, um deles é desvinculado.[10] 16 receberam alta, elevando o número total de recuperações para 62.250. O número de mortos permanece em 36.[11]
- África do Sul ultrapassa 2 milhões de casos.[12]
- A Ucrânia registrou 696 novos casos diários e 33 novas mortes diárias, elevando o número total para 2.236.497 e 52.424, respectivamente; um total de 2.169.584 pacientes se recuperaram.[13]

### 3 de julho
- Fiji confirmou 386 novos casos de COVID-19 e anunciou duas mortes.[14]
- A Malásia registrou 6.658 novos casos, elevando o número total de casos para 772.607. Existem 5.677 recuperações, elevando o número total de recuperações para 700.215. Há 107 mortes, elevando o número de mortos para 5.434. Existem 66.958 casos ativos, sendo 892 em terapia intensiva e 443 em suporte ventilatório.[15]
- Singapura registrou sete novos casos, incluindo quatro transmitidos localmente e três importados, elevando o total para 62.606. Dos casos transmitidos localmente, todos estão vinculados a casos anteriores.[16] Existem 15 recuperações, elevando o número total de recuperações para 62.265. O número de mortos permanece em 36.[17]
- A Ucrânia registrou 705 novos casos diários e 36 novas mortes diárias, elevando o número total para 2.237.202 e 52.460, respectivamente; um total de 2.170.656 pacientes se recuperaram.[18]

### 4 de julho
- Fiji confirmou um recorde de 522 novos casos de COVID-19 e anunciou três mortes, elevando o número de mortos para 30.[19]
- A Malásia registrou 6.045 novos casos, elevando o número total para 778.652. 5.271 novas recuperações são relatadas, elevando o número total de recuperações para 705.486. Há 63 mortes, elevando o número de mortos para 5.497. São 67.660 casos ativos, sendo 917 em terapia intensiva e 443 em suporte ventilatório.[20]
- A Nova Zelândia registrou nove novos casos, elevando o número total para 2.751 (2.395 confirmados e 356 prováveis). Há quatro recuperações, elevando o número total de recuperações para 2.693. O número de mortos permanece em 26. São 32 casos em isolamento gerenciado.[21]
- Singapura registrou 11 novos casos, incluindo um transmitido localmente e dez importados, elevando o total para 62.617.[22] 21 pessoas se recuperaram, elevando o número total de recuperações para 62.286. O número de mortos permanece em 36.[23]
- A Ucrânia registrou 351 novos casos diários e dez novas mortes diárias, elevando o número total para 2.237.553 e 52.470, respectivamente; um total de 2.171.182 pacientes se recuperaram.[24]

### 5 de julho
- Fiji confirmou 332 novos casos, elevando o número total para 6.513. Há 78 recuperações, elevando o número total de recuperações para 1.287. Há três mortes, elevando o número de mortos para 3. São 5.178 casos ativos em isolamento.[25]
- A Malásia registrou 6.387, elevando o número total para 785.039. Existem 4.523 novas recuperações, elevando o número total de recuperações para 710.018. Há 77 mortes, elevando o número de mortos para 5.547. São 69.447 casos ativos, sendo 923 em terapia intensiva e 433 em suporte ventilatório.[26]
- A Nova Zelândia registrou sete novos casos, elevando o número total para 2.758 (2.402 confirmados e 356 prováveis). O número de recuperações permanece 2.693, enquanto o número de mortos permanece 26. São 39 casos em isolamento gerenciado.[27]
- Singapura registrou 13 novos casos, incluindo seis transmitidos localmente e sete importados, elevando o total para 62.630. Dos casos transmitidos localmente, dois deles são desvinculados.[28] 13 receberam alta, elevando o número total de recuperações para 62.299. O número de mortos permanece em 36.[29]
- A Ucrânia registrou 270 novos casos diários e 14 novas mortes diárias, elevando o número total para 2.237.823 e 52.484, respectivamente; um total de 2.171.601 pacientes se recuperaram.[30]

### 6 de julho
Relatório semanal da Organização Mundial da Saúde:
- Fiji confirmou 636 novos casos de COVID-19 e anunciou seis mortes, elevando o número de mortos para 39. Fiji teve mais de 7.000 casos e 1.318 recuperações desde março de 2020.[32]
- A Malásia registrou 7.654 novos casos, elevando o número total para 792.693. São 4.797 novas recuperações, elevando o número total de recuperações para 714.815. Há 103 mortes, elevando o número de mortos para 5.677. Existem 72.201 casos ativos, sendo 943 em terapia intensiva e 450 em suporte ventilatório.[33]
- A Nova Zelândia relatou um novo caso, enquanto um caso relatado anteriormente foi reclassificado; elevando o número total para 2.758 (2.402 confirmados e 356 prováveis). Três se recuperaram, elevando o número total de recuperações para 2.696. O número de mortos permanece em 26. São 36 casos em isolamento gerenciado.[34] Nesse mesmo dia, o Ministério da Saúde confirmou que dois marinheiros positivos para COVID-19 estavam se auto-isolando em um navio na costa de Taranaki .[35]
- Singapura registrou dez novos casos, incluindo dois transmitidos localmente e oito importados, elevando o total para 62.640. Dos casos transmitidos localmente, um deles é desvinculado e um reside em um dormitório.[36] Existem 14 recuperações, elevando o número total de recuperações para 62.313. O número de mortos permanece em 36.[37]
- A Ucrânia registrou 541 novos casos diários e 20 novas mortes diárias, elevando o número total para 2.238.364 e 52.504, respectivamente; um total de 2.172.687 pacientes se recuperaram.[38]

### 7 de julho
- Fiji confirmou 791 novos casos de COVID-19 e anunciou três mortes, elevando o número de mortos para 42.[39]
- A Malásia registrou 7.097 novos casos, elevando o número total para 799.790. Existem 4.863 recuperações, elevando o número total de recuperações para 719.678. Há 91 mortes, elevando o número de mortos para 5.768. Existem 74.344 casos ativos, sendo 948 em terapia intensiva e 441 em suporte ventilatório.[40]
- A Nova Zelândia registrou cinco novos casos, elevando o número total para 2.763 (2.407 confirmados e 356 prováveis). Há uma recuperação, elevando o número total de recuperações para 2.697. O número de mortos permanece em 26. Há 40 casos ativos.[41]
- Singapura registrou 12 novos casos, incluindo cinco transmitidos localmente e sete importados, elevando o total para 62.652. Dos casos transmitidos localmente, dois deles são desvinculados.[42] 28 pessoas se recuperaram, elevando o número total de recuperações para 62.341. O número de mortos permanece em 36.[43]
- A Ucrânia registrou 610 novos casos diários e 33 novas mortes diárias, elevando o número total para 2.238.974 e 52.537, respectivamente; um total de 2.174.353 pacientes se recuperaram.[44]

### 8 de julho
- Fiji confirmou 721 novos casos de COVID-19 e anunciou seis mortes, elevando o número de mortos para 48. Enquanto isso, 101 se recuperou.[45]
- A Malásia registrou 8.868 novos casos, elevando o número total para 808.658. 5.802 novas recuperações, elevando o número total de recuperações para 725.840. Há 135 mortes, elevando o número de mortos para 5.903. São 77.275 casos ativos, sendo 952 em terapia intensiva e 445 em suporte ventilatório.[46]
- A Nova Zelândia registrou um novo caso, elevando o número total para 2.764 (2.408 confirmados e 356 prováveis). O número de recuperações permanece 2.697, enquanto o número de mortos permanece 26. São 41 casos em isolamento gerenciado.[47]
- Singapura registrou 16 novos casos, incluindo três transmitidos localmente e 13 importados, elevando o total para 62.668.[48] 22 receberam alta, elevando o número total de recuperações para 62.363. O número de mortos permanece em 36.[49]
- A Ucrânia registrou 617 novos casos diários e 23 novas mortes diárias, elevando o número total para 2.239.591 e 52.560, respectivamente; um total de 2.175.225 pacientes se recuperaram.[50]
- O Reino Unido ultrapassa 5 milhões de casos de COVID-19, enquanto o número de mortos é de 128.336.
- O número de mortos no mundo ultrapassa os 4 milhões.[51]

### 9 de julho
- Bangladesh ultrapassa 1 milhão de casos de COVID-19.[52]
- O Brasil supera 19 milhões de casos de COVID-19 enquanto o número de mortos chega a 531.688.[53]
- Fiji confirmou 860 novos casos de COVID-19 e anunciou três mortes, elevando o número de mortos para 51.[54]
- A Malásia registrou 9.180 novos casos, elevando o número total para 817.838. Há 5.713 novas recuperações, elevando o número total de recuperações para 731.193. Há 77 mortes, elevando o número de mortos para 5.980. São 80.665 casos ativos, sendo 959 em terapia intensiva e 465 em suporte ventilatório.[55]
- A Nova Zelândia registrou um novo caso, elevando o número total para 2.765 (2.409 confirmados e 356 prováveis). Dez se recuperaram, elevando o número total de recuperações para 2.707. O número de mortos permanece em 26. São 32 casos em isolamento gerenciado.[56]
- Singapura registrou dez novos casos, incluindo um transmitido localmente e nove importados, elevando o total para 62.678.[57] Existem 11 recuperações, elevando o número total de recuperações para 62.374. O número de mortos permanece em 36.[58]
- A Ucrânia registrou 655 novos casos diários e doze novas mortes diárias, elevando o número total para 2.240.246 e 52.572, respectivamente; um total de 2.176.110 pacientes se recuperaram.[59]
- O cantor de K-pop San do ATEEZ testou positivo para a COVID-19.[60]

### 10 de julho
- A província canadense de Ontário registrou 179 novos casos.[61][62][63]
- Fiji confirmou 506 novos casos de COVID-19 e anunciou uma morte, elevando o número de mortos para 52.[64]
- A Malásia registrou 9.353 novos casos, elevando o número total para 827.191. Há 5.910 novas recuperações, elevando o número total de recuperações para 737.103. Há 87 mortes, elevando o número de mortos para 6.067. Existem 84.021 casos ativos, sendo 959 em terapia intensiva e 451 em suporte ventilatório.[65]
- Singapura registrou seis novos casos importados, elevando o total para 62.684.[66] 23 pessoas se recuperaram, elevando o número total de recuperações para 62.397. O número de mortos permanece em 36.[67]
- A Ucrânia registrou 507 novos casos diários e vinte novas mortes diárias, elevando o número total para 2.240.753 e 52.592, respectivamente; um total de 2.176.919 pacientes se recuperaram.[68]

### 11 de julho
- Fiji registrou 485 novos casos de COVID-19 e três mortes, elevando o número de mortos para 55.[69]
- A Malásia registrou 9.105 novos casos, elevando o número total para 836.296. Há 5.194 novas recuperações, elevando o número total de recuperações para 742.297. Há 91 mortes, elevando o número de mortos para 6.158. Existem 87.841 casos ativos, sendo 961 em terapia intensiva e 455 em suporte ventilatório.[70]
- A Nova Zelândia relatou três novos casos, enquanto um caso relatado anteriormente foi reclassificado; elevando o número total para 2.767 (2.411 confirmados e 356 prováveis). O número total de recuperações permanece 2.707, enquanto o número de mortos permanece 26. Existem 34 casos ativos.[71]
- Singapura registrou oito novos casos, incluindo um transmitido localmente e sete importados, elevando o total para 62.692.[72] 17 receberam alta, elevando o número total de recuperações para 62.414. O número de mortos permanece em 36.[73]
- A Ucrânia registrou 290 novos casos diários e cinco novas mortes diárias, elevando o número total para 2.241.043 e 52.597, respectivamente; um total de 2.177.293 pacientes se recuperaram.[74]

### 12 de julho
- Fiji confirmou 873 novos casos de COVID-19 e anunciou três mortes, elevando o número de mortos para 58.[75]
- A Malásia registrou 8.574 novos casos, elevando o número total para 844.870. Há 5.041 novas recuperações, elevando o número total de recuperações para 747.338. Há 102 mortes, elevando o número de mortos para 6.260. São 91.272 casos ativos, sendo 964 em terapia intensiva e 452 em suporte ventilatório.[76]
- A Nova Zelândia registrou um novo caso, elevando o número total para 2.768 (2.412 confirmados e 356 prováveis). Dois se recuperaram, elevando o número total de recuperações para 2.709. O número de mortos permanece em 26. Existem 33 casos ativos.[77]
- Singapura registrou 26 novos casos, incluindo oito transmitidos localmente e 18 importados, elevando o total para 62.718. Dos casos transmitidos localmente, três deles são desvinculados.[78] Há 18 recuperações, elevando o número total de recuperações para 62.432. O número de mortos permanece em 36.[79][80]
- A Ucrânia registrou 174 novos casos diários e sete novas mortes diárias, elevando o número total para 2.241.217 e 52.604, respectivamente; um total de 2.177.529 pacientes se recuperaram.[81]

### 13 de julho
Relatório semanal da Organização Mundial da Saúde:
- Fiji confirmou 647 novos casos de COVID-19 e anunciou uma morte, elevando o número de mortos para 59.[83]
- A Malásia registrou 11.079 novos casos, elevando o número total para 855.949. Existem 5.990 recuperações, elevando o número total de recuperações para 753.328. Há 125 mortes, elevando o número de mortos para 6.385. Existem 96.236 casos ativos, sendo 972 em terapia intensiva e 436 em suporte ventilatório.[84]
- A Nova Zelândia registrou 18 novos casos, elevando o número total para 2.786 (2.430 confirmados e 356 prováveis). Oito se recuperaram, elevando o número total de recuperações para 2.717. O número de mortos permanece em 26. Existem 43 casos ativos.[85]
- Singapura registrou 26 novos casos, incluindo 19 transmitidos localmente e sete importados, elevando o total para 62.744. Dos casos transmitidos localmente, oito deles estão vinculados ao cluster KTV com outros quatro casos vinculados posteriormente.[86] 21 pessoas se recuperaram, elevando o número total de recuperações para 62.453. O número de mortos permanece em 36.[87]
- A Ucrânia registrou 481 novos casos diários e 36 novas mortes diárias, elevando o número total para 2.241.698 e 52.640, respectivamente; um total de 2.178.279 pacientes se recuperaram.[88]

### 14 de julho
- Fiji confirmou 634 novos casos de COVID-19 e anunciou um recorde de dez mortes, elevando o número de mortos para 69.[89]
- A Malásia registrou 11.618 novos casos, elevando o número total para 867.567. Existem 6.377 recuperações, elevando o número total de recuperações para 759.705. Há 118 mortes, elevando o número de mortos para 6.503. Existem 101.359 casos ativos, sendo 878 em terapia intensiva e 432 em suporte ventilatório.[90]
- A Nova Zelândia registrou quatro novos casos, elevando o número total para 2.790 (2.434 confirmados e 356 prováveis). Há cinco novas recuperações, elevando o número total de recuperações para 2.722. O número de mortos permanece em 26. São 42 casos ativos em isolamento gerenciado.[91]
- Singapura registrou 60 novos casos, incluindo 56 transmitidos localmente e quatro importados, elevando o total para 62.804. Dos casos transmitidos localmente, 41 deles estão vinculados ao cluster KTV. Mais um caso é posteriormente vinculado.[92] 14 receberam alta, elevando o número total de recuperações para 62.467. O número de mortos permanece em 36.[93]
- Espanha ultrapassa 4 milhões de casos.[94]
- A Ucrânia registrou 547 novos casos diários e 25 novas mortes diárias, elevando o número total para 2.242.245 e 52.665, respectivamente; um total de 2.179.076 pacientes se recuperaram.[95]

### 15 de julho
- Fiji confirmou 1.220 novos casos de COVID-19 e anunciou cinco mortes, elevando o número de mortos para 74.[96]
- A Malásia registrou 13.215 novos casos, elevando o número total para 880.782. Existem 6.095 recuperações, elevando o número total de recuperações para 765.800. Há 110 mortes, elevando o número de mortos para 6.613. São 108.369 casos ativos, sendo 885 em terapia intensiva e 432 em suporte ventilatório.[97]
- A Nova Zelândia registrou cinco novos casos, elevando o número total para 2.794 (2.438 confirmados e 356 prováveis). Houve uma recuperação, elevando o número total de recuperações para 2.723. O número de mortos permanece em 26. Existem 45 casos ativos.[98]
- Singapura registrou 48 novos casos, incluindo 42 transmitidos localmente e seis importados, elevando o total para 62.852. Dos casos transmitidos localmente, 33 deles estão vinculados ao cluster KTV. Mais um caso é posteriormente vinculado.[99] Existem 14 recuperações, elevando o número total de recuperações para 62.481. O número de mortos permanece em 36.[100]
- A Ucrânia registrou 623 novos casos diários e vinte novas mortes diárias, elevando o número total para 2.242.868 e 52.685, respectivamente; um total de 2.179.665 pacientes se recuperaram.[101]

### 16 de julho
- Fiji confirmou 1.405 novos casos de COVID-19 e anunciou seis mortes, elevando o número de mortos para 80.[102]
- A Índia registrou 38.949 novos casos, elevando o número total de casos para 31 milhões.[103]
- A Indonésia registrou 54.000 novos casos, elevando o número total para 2.780.803.
- A Malásia registrou 12.541 novos casos, elevando o número total para 893.323. Há 6.742 novas recuperações, elevando o número total de recuperações para 772.542. Há 115 mortes, elevando o número de mortos para 6.728. Existem 114.053 casos ativos, sendo 896 em terapia intensiva e 459 em suporte ventilatório.[104]
- A Nova Zelândia registrou nove novos casos, elevando o número total para 2.803 (2.447 confirmados e 356 prováveis). Há seis recuperações, elevando o número total de recuperações para 2.729. O número de mortos permanece em 26. Há 48 casos ativos em isolamento gerenciado.[105]
- Singapura registrou 61 novos casos, incluindo 53 transmitidos localmente e oito importados, elevando o total para 62.913. Dos casos transmitidos localmente, 32 deles estão vinculados ao cluster KTV.[106] 17 pessoas se recuperaram, elevando o número total de recuperações para 62.498. O número de mortos permanece em 36.[107]
- A Ucrânia registrou 737 novos casos diários e dezessete novas mortes diárias, elevando o número total para 2.243.605 e 52.702, respectivamente; um total de 2.180.281 pacientes se recuperaram.[108]
- Os Estados Unidos da América ultrapassam 34 milhões de casos.[109]

### 17 de julho
- Fiji confirmou 1.180 novos casos de COVID-19 e anunciou cinco mortes, elevando o número de mortos para 85.[110]
- A Malásia registrou 12.528 novos casos, elevando o número total para 905.851. Existem 6.629 recuperações, elevando o número total de recuperações para 779.171. Há 138 mortes, elevando o número de mortos para 6.866. Existem 119.814 casos ativos, sendo 908 em terapia intensiva e 425 em suporte ventilatório.[111]
- Singapura registrou 68 novos casos, incluindo 60 transmitidos localmente e oito importados, elevando o total para 62.981. Dos casos transmitidos localmente, 29 deles estão vinculados ao cluster KTV.[112] 14 receberam alta, elevando o número total de recuperações para 62.512. O número de mortos permanece em 36.[113]
- A Ucrânia registrou 591 novos casos diários e dezesseis novas mortes diárias, elevando o número total para 2.244.196 e 52.718, respectivamente; um total de 2.180.957 pacientes se recuperaram.[114]

### 18 de julho
- Fiji confirmou 1.043 novos casos de COVID-19 e anunciou treze mortes, elevando o número de mortos para 98.[115]
- A Malásia registrou 10.710 novos casos, elevando o número total para 916.561. Existem 5.778 recuperações, elevando o número total de recuperações para 784.949. Há 153 mortes, elevando o número de mortos para 7.019. Existem 124.593 casos ativos, sendo 909 em terapia intensiva e 445 em suporte ventilatório.[116]
- A Nova Zelândia registrou 12 novos casos, elevando o número total para 2.814 (2.458 confirmados e 356 prováveis). Um caso relatado anteriormente foi reclassificado, resultando em uma mudança líquida total de 11 casos. Existem 14 recuperações, elevando o número total de recuperações para 2.743. O número de mortos permanece em 26. São 45 casos ativos em isolamento gerenciado.[117]
- Singapura registrou 92 novos casos, incluindo 88 transmitidos localmente e quatro importados, elevando o total para 63.073. Dos casos transmitidos localmente, 37 deles estão ligados ao cluster do porto Jurong Fishery, 23 deles estão ligados ao cluster KTV e um reside em um dormitório.[118] Existem 14 recuperações, elevando o número total de recuperações para 62.526. O número de mortos permanece em 36.[119]
- A Ucrânia registrou 299 novos casos diários e oito novas mortes diárias, elevando o número total para 2.244.495 e 52.726, respectivamente; um total de 2.181.198 pacientes se recuperaram.[120]
- O secretário de Estado da Saúde e Assistência Social, Sajid Javid, testou positivo para a COVID-19, levando o primeiro-ministro britânico, Boris Johnson, e o chanceler do Tesouro, Rishi Sunak, a entrarem em autoisolamento.[121][122]

### 19 de julho
- Fiji confirmou 784 novos casos de COVID-19 e anunciou quinze mortes, elevando o número de mortos para 113.[123]
- A Malásia registrou 10.972 novos casos, elevando o número total para 927.533. Existem 6.439 recuperações, elevando o número total de recuperações para 791.388. Há 129 mortes, elevando o número de mortos para 7.148. Existem 128.997 casos ativos, sendo 915 em terapia intensiva e 435 em suporte ventilatório.[124]
- A Nova Zelândia registrou três novos casos, elevando o número total para 2.817 (2.461 confirmados e 356 prováveis). Uma pessoa se recuperou, elevando o número total de recuperações para 2.744. O número de mortos permanece em 26. São 47 casos ativos em isolamento gerenciado.[125]
- Singapura registrou 172 novos casos, incluindo 163 transmitidos localmente e nove importados, elevando o total para 63.245. Dos casos transmitidos localmente, 106 deles estão ligados ao cluster do porto Jurong Fishery, e 19 deles estão ligados ao cluster KTV.[126] Seis pessoas se recuperaram, elevando o número total de recuperações para 62.532. O número de mortos permanece em 36.[127]
- A Ucrânia registrou 182 novos casos diários e cinco novas mortes diárias, elevando o número total para 2.244.677 e 52.731, respectivamente; um total de 2.181.385 pacientes se recuperaram.[128]

### 20 de julho
Relatório semanal da Organização Mundial da Saúde:
- Fiji confirmou 1.054 novos casos de COVID-19 e anunciou doze mortes, elevando o número de mortos para 125.[130]
- A Malásia registrou 12.366, elevando o número total para 939.899. Existem 7.567 novas recuperações, elevando o número total de recuperações para 798.955. Há 93 mortes, elevando o número de mortos para 7.241. Existem 133.703 casos ativos, sendo 924 em terapia intensiva e 448 em suporte ventilatório.[131]
- A Nova Zelândia relatou seis novos casos, enquanto um caso relatado anteriormente foi reclassificado; elevando o número total para 2.822 (2.466 confirmados e 356 prováveis). Houve uma recuperação, elevando o número total de recuperações para 2.745. O número de mortos permanece em 26. Há 51 casos ativos em isolamento gerenciado.[132]
- Rússia ultrapassa 6 milhões de casos de COVID-19.[133]
- Singapura registrou 195 novos casos, incluindo 182 transmitidos localmente e 13 importados, elevando o total para 63.440. Dos casos transmitidos localmente, 135 deles estão ligados ao cluster do porto Jurong Fishery, e 12 deles estão ligados ao cluster KTV.[134] 11 receberam alta, elevando o número total de recuperações para 62.543. O número de mortos permanece em 36.[135]
- A Ucrânia registrou 598 novos casos diários e 25 novas mortes diárias, elevando o número total para 2.245.275 e 52.756, respectivamente; um total de 2.181.925 pacientes se recuperaram.[136]

### 21 de julho
- Fiji confirmou 1.091 novos casos. 21 novas mortes foram relatadas, elevando o número de mortos para 146.[137][138]
- A Malásia registrou 11.985 novos casos, elevando o número total para 951.884. Há 7.902 novas recuperações, elevando o número total de recuperações para 806.857. Há 199 mortes, elevando o número de mortos para 7.440. Existem 137.587 casos ativos, sendo 927 em terapia intensiva e 459 em suporte ventilatório.[139]
- A Nova Zelândia registrou seis novos casos, elevando o número total para 2.828 (2.472 confirmados e 356 prováveis). Houve uma recuperação, elevando o número total de recuperações para 2.746. O número de mortos permanece em 26. Existem 56 casos ativos.[140]
- Singapura registrou 181 novos casos, incluindo 179 transmitidos localmente e dois importados, elevando o total para 63.621. Dos casos transmitidos localmente, 130 deles estão ligados ao cluster do porto Jurong Fishery, e oito deles estão ligados ao cluster KTV.[141] Existem 17 recuperações, elevando o número total de recuperações para 62.560. O número de mortos permanece em 36.[142]
- A Ucrânia registrou 655 novos casos diários e treze novas mortes diárias, elevando o número total para 2.245.930 e 52.769, respectivamente; um total de 2.182.502 pacientes se recuperaram.[143]

### 22 de julho
- Fiji confirmou 918 novos casos. 15 mortes foram relatadas, elevando o número de mortos para 161.[144]
- A Indonésia registrou 49.509 novos casos, elevando o número total para 3.033.339 casos.[145]
- A Malásia registrou 13.034 novos casos, elevando o número total para 968.918. São 8.436 novas recuperações, elevando o número total de recuperações para 815.293. Há 134 mortes, elevando o número de mortos para 7.575. Existem 142.051 casos ativos, sendo 938 em terapia intensiva e 459 em suporte ventilatório.[146]
- A Nova Zelândia registrou sete novos casos, elevando o número total para 2.835 (2.479 confirmados e 356 prováveis). Uma pessoa se recuperou, elevando o número total de recuperações para 2.747. O número de mortos permanece em 26. Há 62 casos ativos em isolamento gerenciado.[147]
- A Rússia relatou seus primeiros casos da variante Gamma .[148]
- Singapura registrou 170 novos casos, incluindo 162 transmitidos localmente e oito importados, elevando o total para 63.791. Dos casos transmitidos localmente, 87 deles estão ligados ao cluster do porto Jurong Fishery, cinco deles estão ligados ao cluster KTV e dois residem em dormitórios.[149] 16 pessoas se recuperaram, elevando o número total de recuperações para 62.576. O número de mortos permanece em 36.[150]
- A Ucrânia registrou 726 novos casos diários e 21 novas mortes diárias, elevando o número total para 2.246.656 e 52.790, respectivamente; um total de 2.183.003 pacientes se recuperaram.[151]

### 23 de julho
- Fiji confirmou 468 novos casos. 11 mortes foram relatadas, elevando o número de mortos para 172.[152]
- A Malásia registrou 15.573 novos casos, elevando o número total para 980.491. Há 10.094 novas recuperações, elevando o número total de recuperações para 825.387. Há 144 mortes, elevando o número de mortos para 7.718. Existem 147.386 casos ativos, sendo 939 em terapia intensiva e 456 em suporte ventilatório.[153]
- A Nova Zelândia registrou 19 novos casos e um caso histórico, elevando o número total para 2.855 (2.499 confirmados e 356 prováveis). Dois se recuperaram, elevando o número total de recuperações para 2.749. O número de mortos permanece em 26. Há 80 casos ativos.[154]
- Paquistão ultrapassa 1 milhão de casos de COVID-19.[155]
- Singapura registrou 133 novos casos, incluindo 130 transmitidos localmente e três importados, elevando o total para 63.924. Dos casos transmitidos localmente, 78 deles estão ligados ao cluster do porto Jurong Fishery, e seis deles estão ligados ao cluster KTV.[156] 11 receberam alta, elevando o número total de recuperações para 62.587. O número de mortos permanece em 36.[157]
- A Ucrânia registrou 763 novos casos diários e 21 novas mortes diárias, elevando o número total para 2.247.419 e 52.811, respectivamente; um total de 2.183.642 pacientes se recuperaram.[158]
- O técnico de basquete americano Bill Self testou positivo para a COVID-19, apesar de estar totalmente vacinado.[159]

### 24 de julho
- Fiji confirmou 684 novos casos. Cinco mortes foram relatadas, elevando o número de mortos para 177.[160]
- A Malásia registrou 15.902 novos casos, elevando o número total para 996.393. São 9.471 novas recuperações, elevando o número total de recuperações para 834.858. Há 184 mortes, elevando o número de mortos para 7.902. Existem 153.633 casos ativos, sendo 950 em terapia intensiva e 468 em suporte ventilatório.[161]
- A Nova Zelândia registrou três novos casos positivos e dois casos históricos em casos gerenciados, elevando o número total de casos confirmados para 2.504. Dez casos relatados anteriormente se recuperaram, enquanto o número de casos ativos é de 75.[162]
- Singapura registrou 130 novos casos, incluindo 127 transmitidos localmente e três importados, elevando o total para 64.054. Dos casos transmitidos localmente, 75 deles estão vinculados ao cluster do porto Jurong Fishery, cinco deles estão vinculados ao cluster KTV e um reside em um dormitório.[163] Há oito recuperações, elevando o número total de recuperações para 62.595. Outra morte foi confirmada mais tarde, elevando o número de mortos para 37.[164]
- A Ucrânia registrou 745 novos casos diários e 24 novas mortes diárias, elevando o número total para 2.248.164 e 52.835, respectivamente; um total de 2.184.036 pacientes se recuperaram.[165]

### 25 de julho
- Fiji confirmou 626 novos casos. Nove mortes foram relatadas, elevando o número de mortos para 186.[166]
- A Malásia registrou 17.045 novos casos e ultrapassa 1 milhão de casos, elevando o número total para 1.013.438. Existem 9.683 recuperações, elevando o número total de recuperações para 844.451. Há 92 mortes, elevando o número de mortos para 7.994. Existem 160.903 casos ativos, sendo 970 em terapia intensiva e 501 em suporte ventilatório.[167]
- A Nova Zelândia registrou oito novos casos, elevando o número total para 2.862 (2.506 confirmados e 356 prováveis). Um caso relatado anteriormente também foi reclassificado, causando um aumento líquido de sete casos. 29 se recuperaram, elevando o número total de recuperações para 2.778. O número de mortos permanece em 26. Existem 58 casos ativos.[168]
- Singapura registrou 125 novos casos, incluindo 117 transmitidos localmente e oito importados, elevando o total para 64.179. Dos casos transmitidos localmente, 46 deles estão vinculados ao cluster do porto Jurong Fishery, cinco deles estão vinculados ao cluster KTV e um reside em um dormitório.[169] Dez pessoas se recuperaram, elevando o número total de recuperações para 62.605. O número de mortos permanece em 37.[170]
- A Ucrânia registrou 286 novos casos diários e doze novas mortes diárias, elevando o número total para 2.248.450 e 52.847, respectivamente; um total de 2.184.195 pacientes se recuperaram.[171]

### 26 de julho
- Fiji confirmou 1.285 novos casos. Nove mortes foram relatadas, elevando o número de mortos para 195.[172]
- A Malásia registrou 14.516 novos casos, elevando o número total para 1.027.954. São 9.372 recuperações, elevando o número total de recuperações para 853.913. 207 mortes foram relatadas, elevando o número de mortos para 8.207. São 165.840 casos ativos, sendo 1.009 em terapia intensiva e 524 em suporte ventilatório.[173]
- A Nova Zelândia registrou três novos casos, elevando o número total para 2.863 (2.507 confirmados e 356 prováveis). Dois casos notificados anteriormente também foram reclassificados, causando um aumento líquido de um caso. Cinco pessoas se recuperaram, elevando o número total de recuperações para 2.783. O número de mortos permanece em 26. Há 54 casos ativos em isolamento gerenciado.[174]
- Singapura registrou 135 novos casos, incluindo 129 transmitidos localmente e seis importados, elevando o total para 64.314. Dos casos transmitidos localmente, 61 deles estão vinculados ao cluster do porto Jurong Fishery, seis deles estão vinculados ao cluster KTV e um reside em um dormitório.[175] 12 receberam alta, elevando o número total de recuperações para 62.617. O número de mortos permanece em 37.[176]
- A Ucrânia registrou 213 novos casos diários e duas novas mortes diárias, elevando o número total para 2.248.663 e 52.849, respectivamente; um total de 2.184.365 pacientes se recuperaram.[177]

### 27 de julho
Relatório semanal da Organização Mundial da Saúde:
- A província canadense de Ontário registrou 129 novos casos.[179][180][181]
- Fiji registrou 715 novos casos de COVID-19. 11 mortes foram relatadas, elevando o número de mortos para 206.[182]
- A Malásia registrou 16.117 novos casos, elevando o número total para 1.044.071. Existem 11.526 recuperações, elevando o número total de recuperações para 865.439. Há 207 mortes, elevando o número de mortos para 8.408. São 170.224 casos ativos, sendo 1.023 em terapia intensiva e 524 em suporte ventilatório.[183]
- A Nova Zelândia registrou um novo caso, elevando o número total para 2.863 (2.507 confirmados e 356 prováveis). Há duas recuperações, elevando o número total de recuperações para 2.785. O número de mortos permanece em 26. São 52 casos em isolamento gerenciado.[184]
- Singapura registrou 139 novos casos, incluindo 136 transmitidos localmente e três importados, elevando o total para 64.453. Dos casos transmitidos localmente, 36 deles estão ligados ao cluster do porto Jurong Fishery, dois deles estão ligados ao cluster KTV e oito residem em dormitórios.[185] Existem 20 recuperações, elevando o número total de recuperações para 62.637. O número de mortos permanece em 37.[186]
- A Ucrânia registrou 681 novos casos diários e 27 novas mortes diárias, elevando o número total para 2.249.344 e 52.876, respectivamente; um total de 2.184.880 pacientes se recuperaram.[187]

### 28 de julho
- O Canadá registrou 737 novos casos, elevando o número total para 1.428.682. O Canadá também registrou 10 novas mortes, elevando o número de mortos para 26.570.[188]
- Fiji registrou 1.057 novos casos de COVID-19. 12 mortes foram relatadas, elevando o número de mortos para 218.[189]
- A Malásia registrou 17.405 novos casos, elevando o número total para 1.061.476. 12.373 se recuperaram, elevando o número total de recuperações para 877.812. Há 143 mortes, elevando o número de mortos para 8.551. Existem 175.113 casos ativos, sendo 1.016 em terapia intensiva e 529 em suporte ventilatório.[190]
- A Nova Zelândia registrou um novo caso, elevando o número total para 2.864 (2.508 confirmados 356 prováveis). Há 10 novas recuperações, elevando o número total de recuperações para 2.795. O número de mortos permanece em 26. São 43 casos ativos em isolamento gerenciado.[191]
- Singapura registrou 136 novos casos, incluindo 130 transmitidos localmente e seis importados, elevando o total para 64.589. Dos casos transmitidos localmente, 27 deles estão ligados ao cluster do porto Jurong Fishery, dois deles estão ligados ao cluster KTV e três residem em dormitórios.[192] 26 pessoas se recuperaram, elevando o número total de recuperações para 62.663. O número de mortos permanece em 37.[193]
- A Ucrânia registrou 717 novos casos diários e quinze novas mortes diárias, elevando o número total para 2.250.061 e 52.891, respectivamente; um total de 2.185.339 pacientes se recuperaram.[194]

### 29 de julho
- O Canadá registrou 903 novos casos, elevando o número total para 1.429.585. O Canadá também relatou seis novas mortes, elevando o número de mortos para 26.576.[188]
- Fiji registrou 1.301 novos casos. Nove mortes foram relatadas, elevando o número de mortos para 227.[195]
- A Malásia registrou 17.170 novos casos, elevando o número total para 1.078.646. Existem 12.930 recuperações, elevando o número total de recuperações para 890.742. Há 174 mortes, elevando o número de mortos para 8.725. Existem 179.179 casos ativos, sendo 1.043 em terapia intensiva e 531 em suporte ventilatório.[196]
- A Nova Zelândia registrou cinco novos casos, elevando o número total para 2.867 (2.511 confirmados 356 prováveis). Dois casos notificados anteriormente também foram reclassificados, causando um aumento líquido de três casos. O número total de recuperações permanece 2.795. O número de mortos permanece em 26. Existem 46 casos ativos.[197]
- Singapura registrou 133 novos casos, incluindo 129 transmitidos localmente e quatro importados, elevando o total para 64.722. Dos casos transmitidos localmente, 30 deles estão ligados ao cluster do porto Jurong Fishery, dois deles estão ligados ao cluster KTV e três residem em dormitórios.[198] 16 receberam alta, elevando o número total de recuperações para 62.679. O número de mortos permanece em 37.[199]
- A Ucrânia registrou 846 novos casos diários e 25 novas mortes diárias, elevando o número total para 2.250.907 e 52.916, respectivamente; um total de 2.185.849 pacientes se recuperaram.[200]

### 30 de julho
- O Canadá registrou 898 novos casos e totalizando 1.430.483. O Canadá também registrou 16 novas mortes, elevando o número de mortos para 26.592.[188]
- Fiji confirmou 1.163 novos casos. Seis novas mortes foram relatadas, elevando o número de mortos para 233.[201][202]
- A Malásia registrou 16.840 novos casos, elevando o número total para 1.095.486. São 12.179 novas recuperações, elevando o número total para 902.921. Há 134 mortes, elevando o número de mortos para 8.859. Existem 183.706 casos ativos, sendo 1.055 em terapia intensiva e 532 em suporte ventilatório.[203]
- A Nova Zelândia registrou dois novos casos e um caso histórico, elevando o número total para 2.870 (2.514 confirmados 356 prováveis). Quatro se recuperaram, elevando o número total de recuperações para 2.799. O número de mortos permanece em 26. Existem 45 casos ativos.[204]
- Singapura registrou 139 novos casos, incluindo 131 transmitidos localmente e oito importados, elevando o total para 64.861. Dos casos transmitidos localmente, 28 deles estão ligados ao cluster do porto Jurong Fishery, um deles está ligado ao cluster KTV e quatro residem em dormitórios.[205] Existem 54 recuperações, elevando o número total de recuperações para 62.733. O número de mortos permanece em 37.[206]
- A Ucrânia registrou 962 novos casos diários e quatorze novas mortes diárias, elevando o número total para 2.251.869 e 52.930, respectivamente; um total de 2.186.353 pacientes se recuperaram.[207]

### 31 de julho
- O Canadá registrou 958 novos casos, elevando o número total para 1.431.441, e relatou seis novas mortes, elevando o número de mortos para 26.598.[188]
- Fiji confirmou 1.121 novos casos de COVID-19. Seis mortes foram relatadas, elevando o número de mortos para 238.[208]
- A Malásia registrou 17.786 novos casos, elevando o número total para 1.113.272. São 11.718 novas recuperações, elevando o número total para 914.639. Há 165 mortes, elevando o número de mortos para 9.024. Existem 189.609 casos ativos, sendo 1.062 em terapia intensiva e 534 em suporte ventilatório.[209]
- Singapura registrou 120 novos casos, incluindo 117 transmitidos localmente e três importados, elevando o total para 64.981. Dos casos transmitidos localmente, 26 deles estão vinculados ao cluster do porto Jurong Fishery, um deles está vinculado ao cluster KTV e um reside em um dormitório.[210] 130 pessoas se recuperaram, elevando o número total de recuperações para 62.863. O número de mortos permanece em 37.[211]
- A Ucrânia registrou 916 novos casos diários e quinze novas mortes diárias, elevando o número total para 2.252.785 e 52.945, respectivamente; um total de 2.186.863 pacientes se recuperaram.[212]